# Patrick Grigo
Patrick „Parrish“ Grigo ist ein deutscher Tänzer und Tanzlehrer im Breaking.

## Leben
2003 gewann Patrick Grigo als Mitglied der Breaking-Crew „Moving Shadows“ die österreichische Meisterschaft. Grigo wurde zwischen 2004 und 2006 mehrfacher Europa- und Weltmeister im Breaking. 2005 eröffnete er eine Tanzschule in Neuötting; seit 2007 betreibt er eine Tanzschule in Burghausen. Ebenfalls 2007 stellte er einen Weltrekord mit 63 einarmigen Handstand-Sprüngen auf, 2009 einen weiteren mit 101 Sprüngen.  
Von Grigo trainierte Jugendtanzgruppen erzielten mit seinen Choreografien nationale und internationale Erfolge. Aus seiner Schule gingen fünf Weltrekordhalter heraus. 2021/2022 war er Trainer des österreichischen Breaking-Kaders.
Ein von Grigo mitentwickeltes System zur Bewertung von Breaking-Wettkämpfen (Battles) kam 2018 bei den Olympischen Jugendspielen in Buenos Aires und 2024 bei den Olympischen Spielen in Paris zum Einsatz.

## Erfolge
- 1998: 1. Platz beim Freestyle Contest (Breaking Crew) in Zimmern (Germany)
- 1999: 1. Platz beim Breaking Contest (Breaking Crew) im JUZ Wasserburg (Germany)
- 1999: 1. Platz beim Freestyle Contest (Solo: Breaking) in Landshut (Germany)
- 2001: 2. Platz beim Rotown Battle (Breaking Crew) in Rosenheim (Germany)
- 2003: IDO Österreichischer Meister (Breaking Crew)
- 2004: ESDU Europameister (Solo: Hip Hop)
- 2004: ESDU Europameister (Solo: Breaking)
- 2004: IDC Weltmeister (Solo: Breaking)
- 2005: ESDU Europameister (Solo: Hip Hop)
- 2005: ESDU Europameister (Crew: Hip Hop)
- 2005: ESDU Europameister (Solo: Breaking)
- 2005: IDC Weltmeister (Solo: Hip Hop)
- 2005: IDC Weltmeister (Crew: Hip Hop)
- 2006: ESDU Europameister (Solo: Hip Hop)
- 2006: ESDU Europameister (Solo: Breaking)
- 2006: WCOPA Weltmeister (Solo: Breaking)
- 2006: WCOPA Weltmeister (Duo: Hip Hop)